# Echidnodes liturae
Echidnodes liturae är en svampart som först beskrevs av Mordecai Cubitt Cooke, och fick sitt nu gällande namn av Theiss. & Syd. 1918. Echidnodes liturae ingår i släktet Echidnodes och familjen Asterinaceae.   Inga underarter finns listade i Catalogue of Life.